# Большая Пучкома (сельское поселение)
Большая Пучкома — административно-территориальная единица (административная территория село с подчинённой ему территорией) и муниципальное образование (сельское поселение с полным официальным наименованием муниципальное образование сельского поселения «Большая Пучкома») в составе муниципального района Удорского в Республике Коми Российской Федерации.
Административный центр — село Большая Пучкома.

## География
Находится на северо-западе Удорского района, граничит с Лешуконским и Пинежским районами Архангельской области.

## История
Статус и границы сельского поселения установлены Законом Республики Коми от 5 марта 2005 года № 11-РЗ «О территориальной организации местного самоуправления в Республике Коми».
Статус и границы административной территории установлены Законом Республики Коми от 6 марта 2006 года № 13-РЗ «Об административно-территориальном устройстве Республики Коми».

## Население
| 2010 | 2011 | 2012 | 2013 | 2014 | 2015 | 2016 |
| ---- | ---- | ---- | ---- | ---- | ---- | ---- |
| 197  | ↘193 | ↘190 | ↘184 | ↘168 | ↘133 | ↘125 |
| 2017 | 2018 | 2019 | 2020 | 2021 |      |      |
| ↘119 | ↘117 | ↘108 | ↘95  | ↗102 |      |      |

## Состав
Состав административной территории и сельского поселения:
| № | Населённый пункт | Тип населённого пункта       | Население |
| - | ---------------- | ---------------------------- | --------- |
| 1 | Большая Пучкома  | село, административный центр | 153       |
| 2 | Большое Острово  | деревня                      | 6         |
| 3 | Выльгорт         | деревня                      | 29        |
| 4 | Кирик            | деревня                      | 0         |
| 5 | Малая Пучкома    | деревня                      | 9         |
| 6 | Тойма            | деревня                      | 0         |